# جيمس فولكنر
جيمس فولكنر (بالإنجليزية: James Faulkner)‏ هو ممثل بريطاني، ولد في 18 يوليو 1948 بالمملكة المتحدة.

## أعمال

### أفلام
- (1998) كل الحيوانات الصغيرة
- (2001) مذكرات بريدجيت جونز[7]
- (2004) العميل كودي بانكس 2
- (2004) على حافة المنطق[8]
- (2006) الراعي الصالح[9]
- (2007) هيتمان[10]
- (2008) المهمة المصرفية[11]
- (2011) الدرجة الأولى[12]
- (2016) حروب الدم[13]
- (2017) شقراء ذرية[14]
- (2018) بولص رسول المسيح

## وصلات خارجية
- جيمس فولكنر على موقع IMDb (الإنجليزية)
- جيمس فولكنر على موقع روتن توميتوز (الإنجليزية)
- جيمس فولكنر على موقع ألو سيني (الفرنسية)
- جيمس فولكنر على موقع أول موفي (الإنجليزية)
- جيمس فولكنر على موقع قاعدة بيانات الأفلام السويدية (السويدية)
- جيمس فولكنر على موقع ديسكوغز (الإنجليزية)
- جيمس فولكنر على موقع قاعدة بيانات الفيلم (الإنجليزية)
- جيمس فولكنر على موقع كينوبويسك (الروسية)